# Mühlhelle, Eichert und Ziegenrain bei Fischelbach
Mühlhelle, Eichert und Ziegenrain bei Fischelbach este o arie protejată (arie specială de conservare — SAC, sit de importanță comunitară — SCI) din Germania întinsă pe o suprafață de 0,34 ha, integral pe uscat.

## Localizare
Centrul sitului Mühlhelle, Eichert und Ziegenrain bei Fischelbach este situat la coordonatele 50°52′25″N 8°20′32″E / 50.8736°N 8.3422°E.

## Înființare
Situl Mühlhelle, Eichert und Ziegenrain bei Fischelbach a fost declarat sit de importanță comunitară în martie 2001.

## Biodiversitate
Situată în ecoregiunea continentală, aria protejată conține 1 habitat natural: Păduri de fag Luzulo-Fagetum.
La baza desemnării sitului se află o specie protejată de  mamifere: liliac comun (Myotis myotis).
Pe lângă speciile protejate, pe teritoriul sitului au mai fost identificate 4 specii de mamifere.